# Schaffhausen (Sarre)
Pour les articles homonymes, voir Schaffhouse (homonymie).
Pour l’article ayant un titre homophone, voir Schafhausen.
Schaffhausen (en Sarrois Schoofhausen) est un ortsteil de Wadgassen en Sarre.

## Géographie

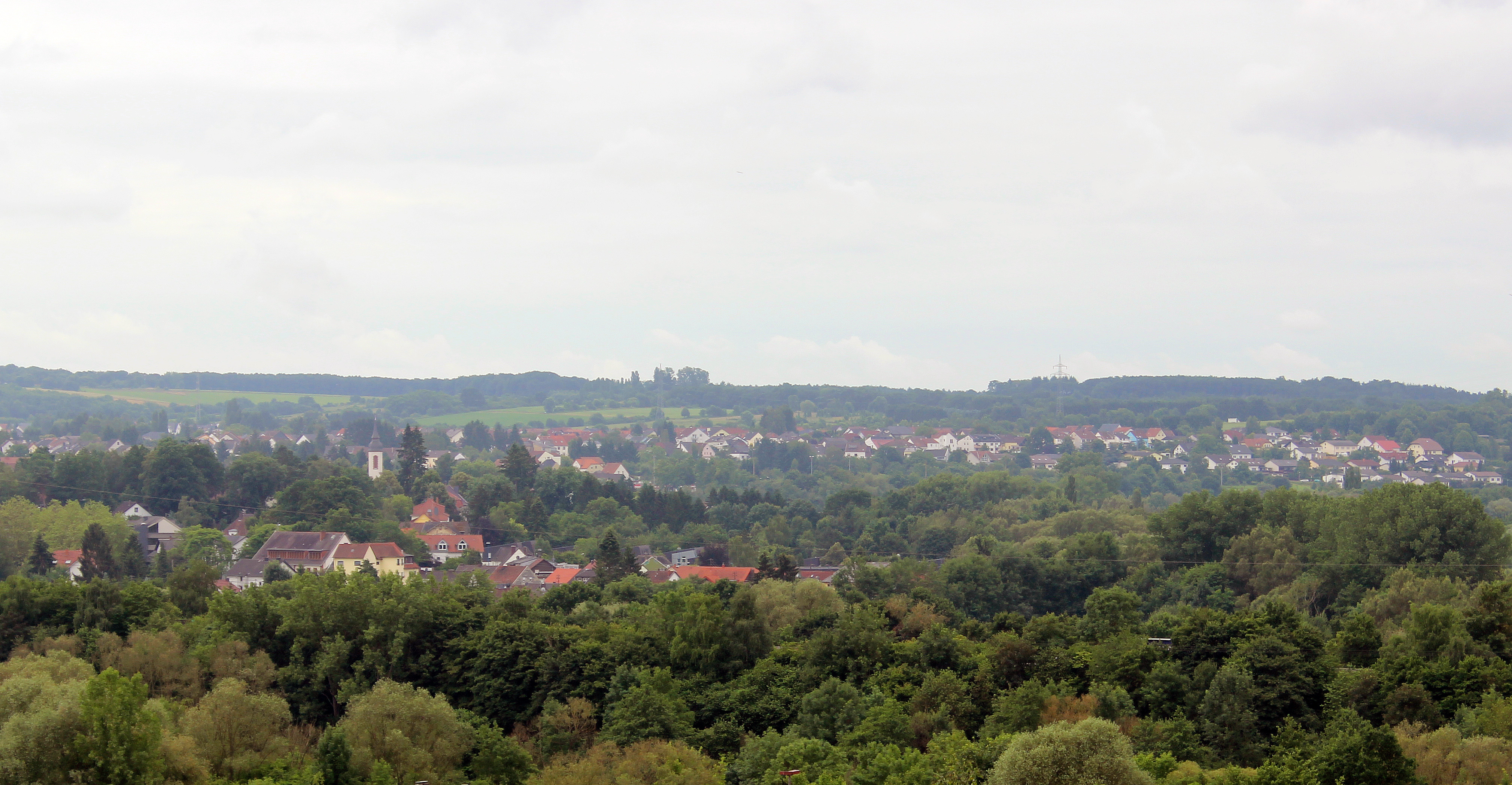

## Lieux et monuments

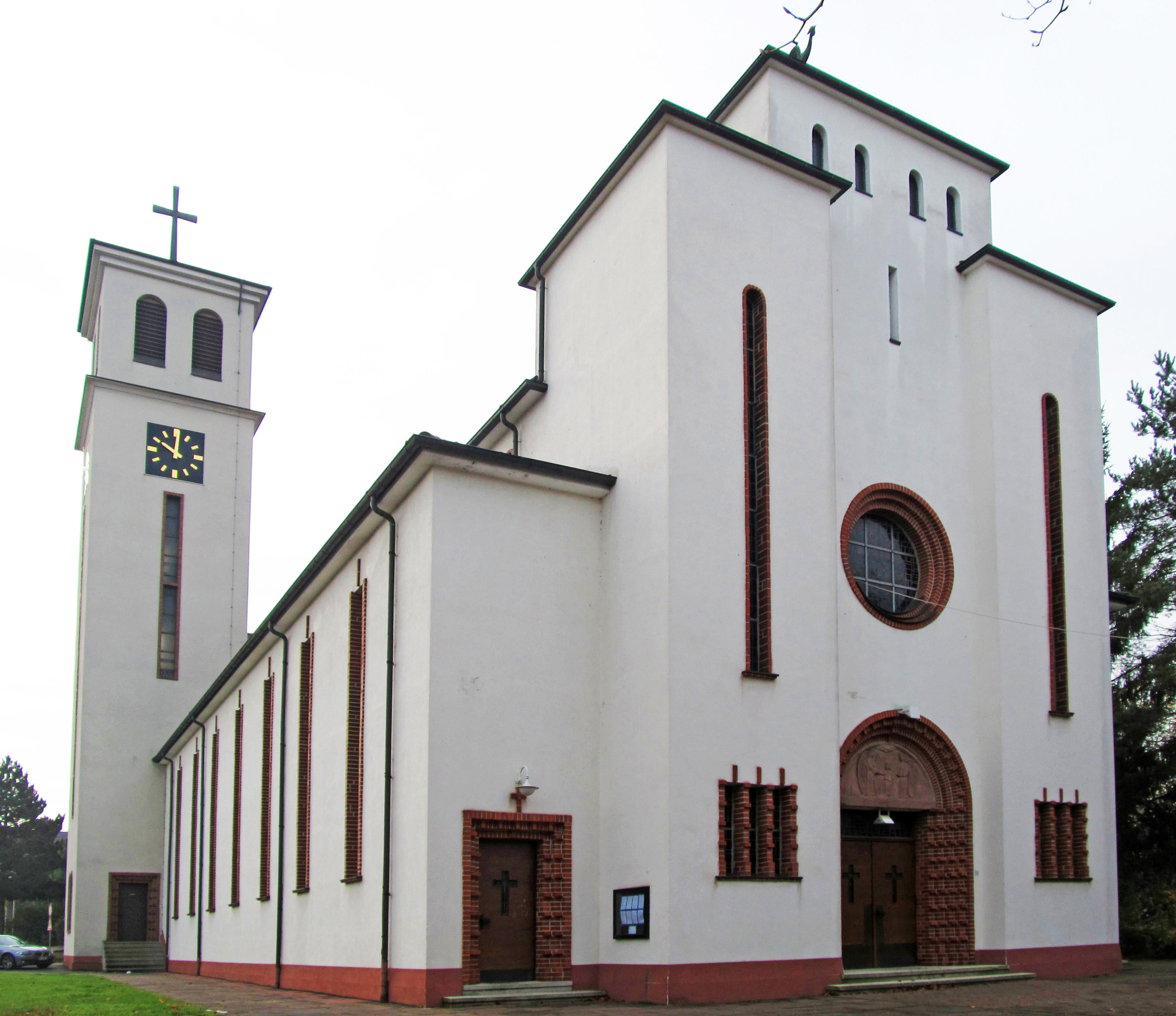
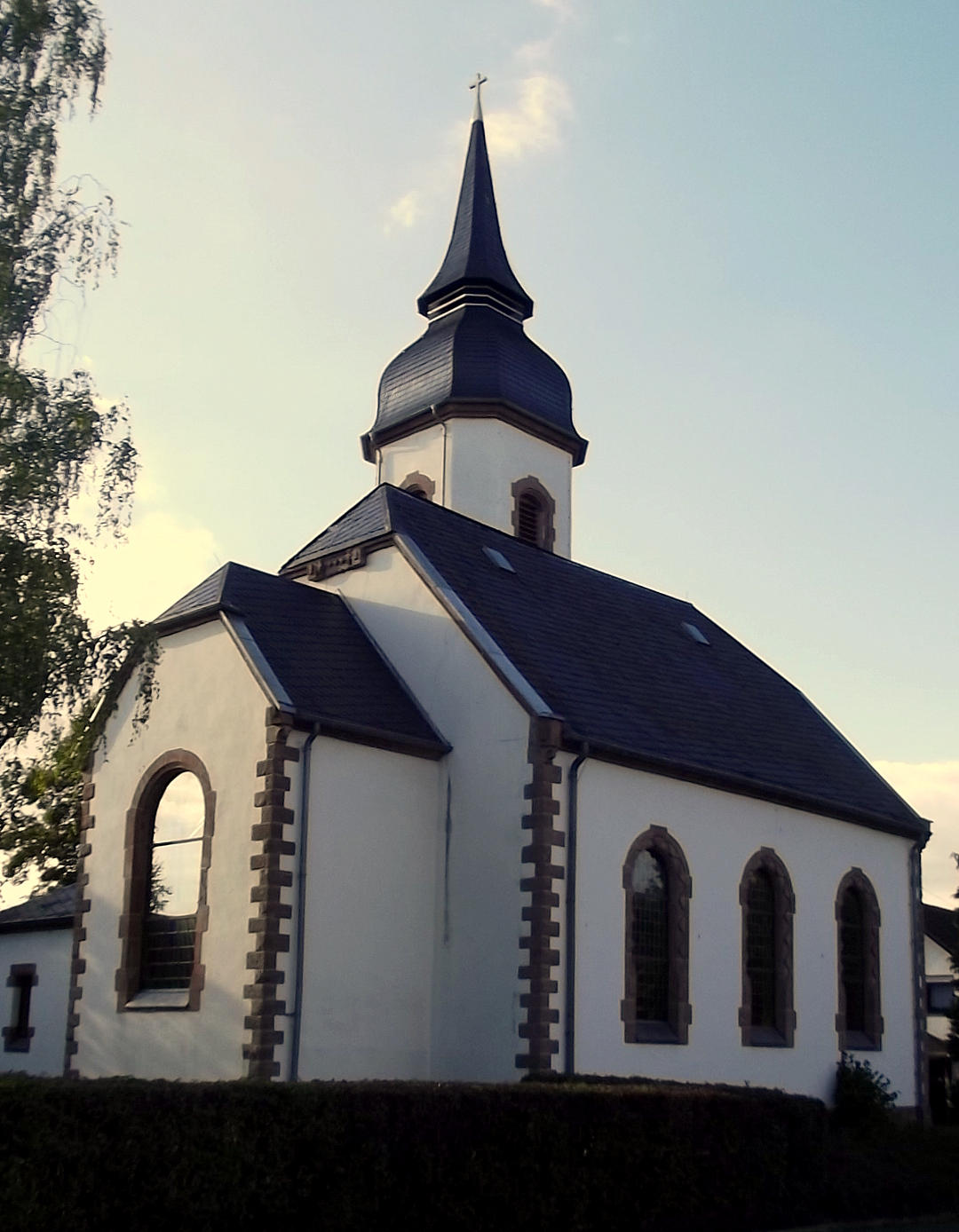